# Habichtswaldsteig

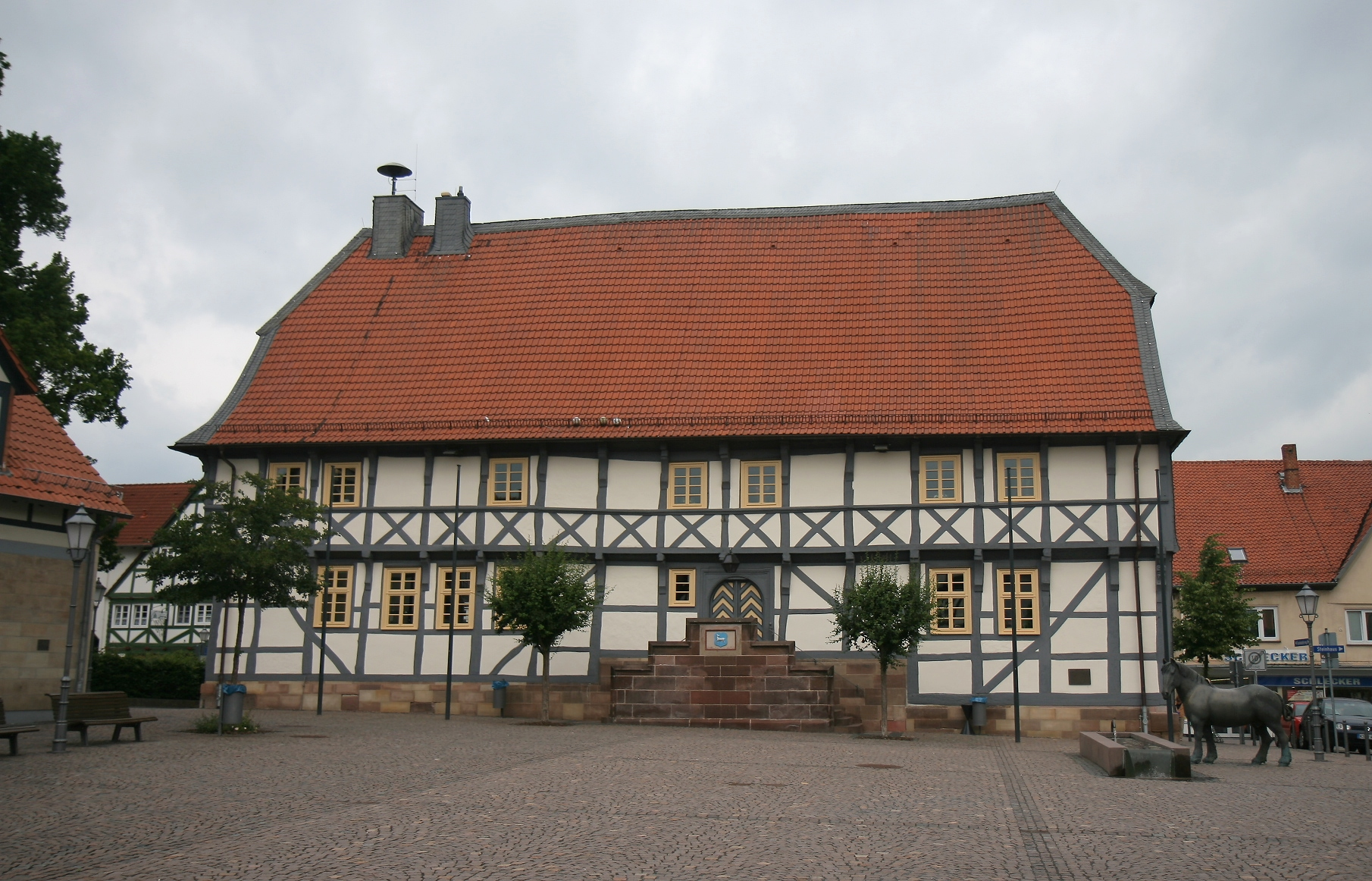
Rathaus am Marktplatz in Zierenberg

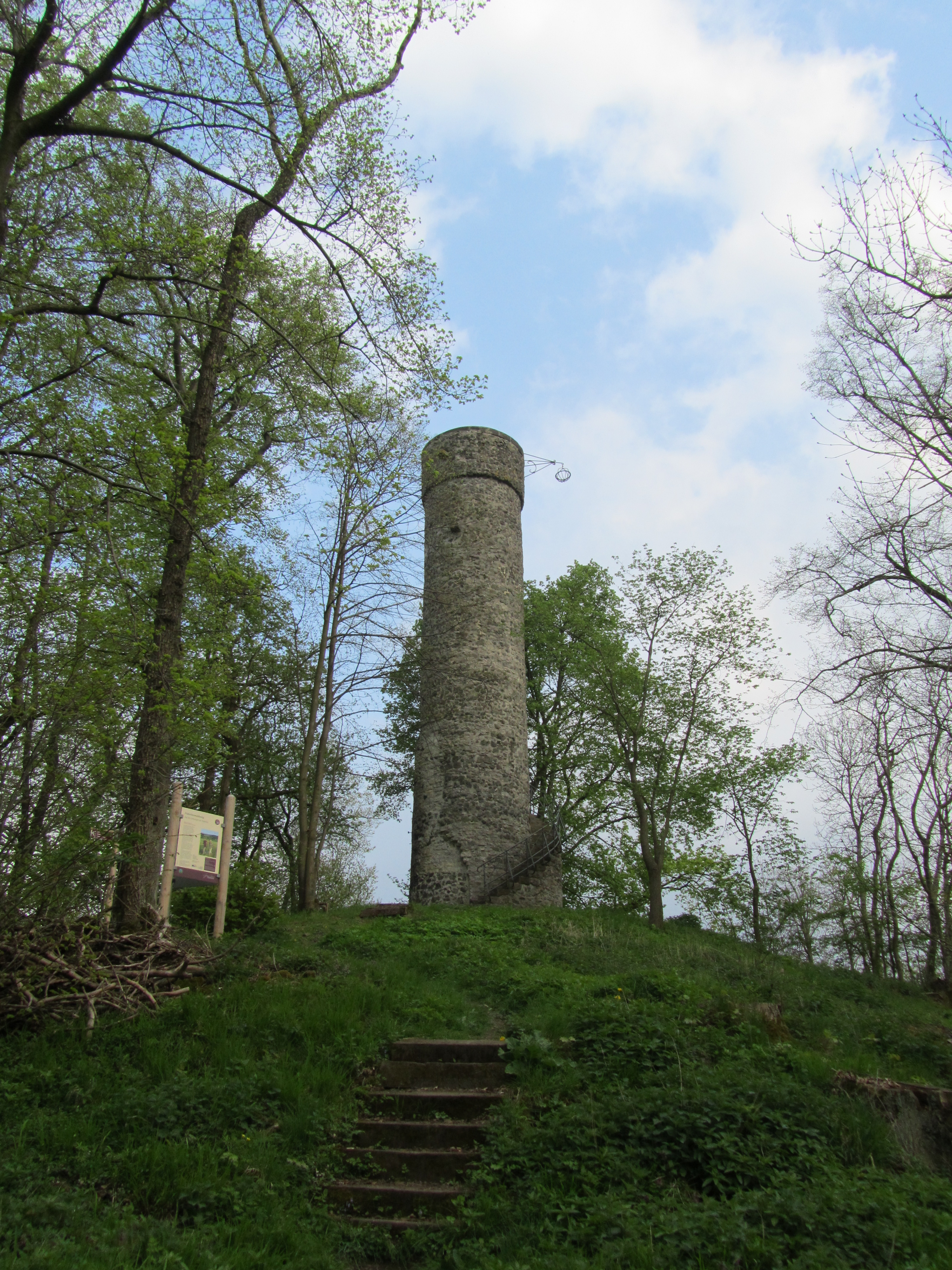
Schreckenbergturm (AT)

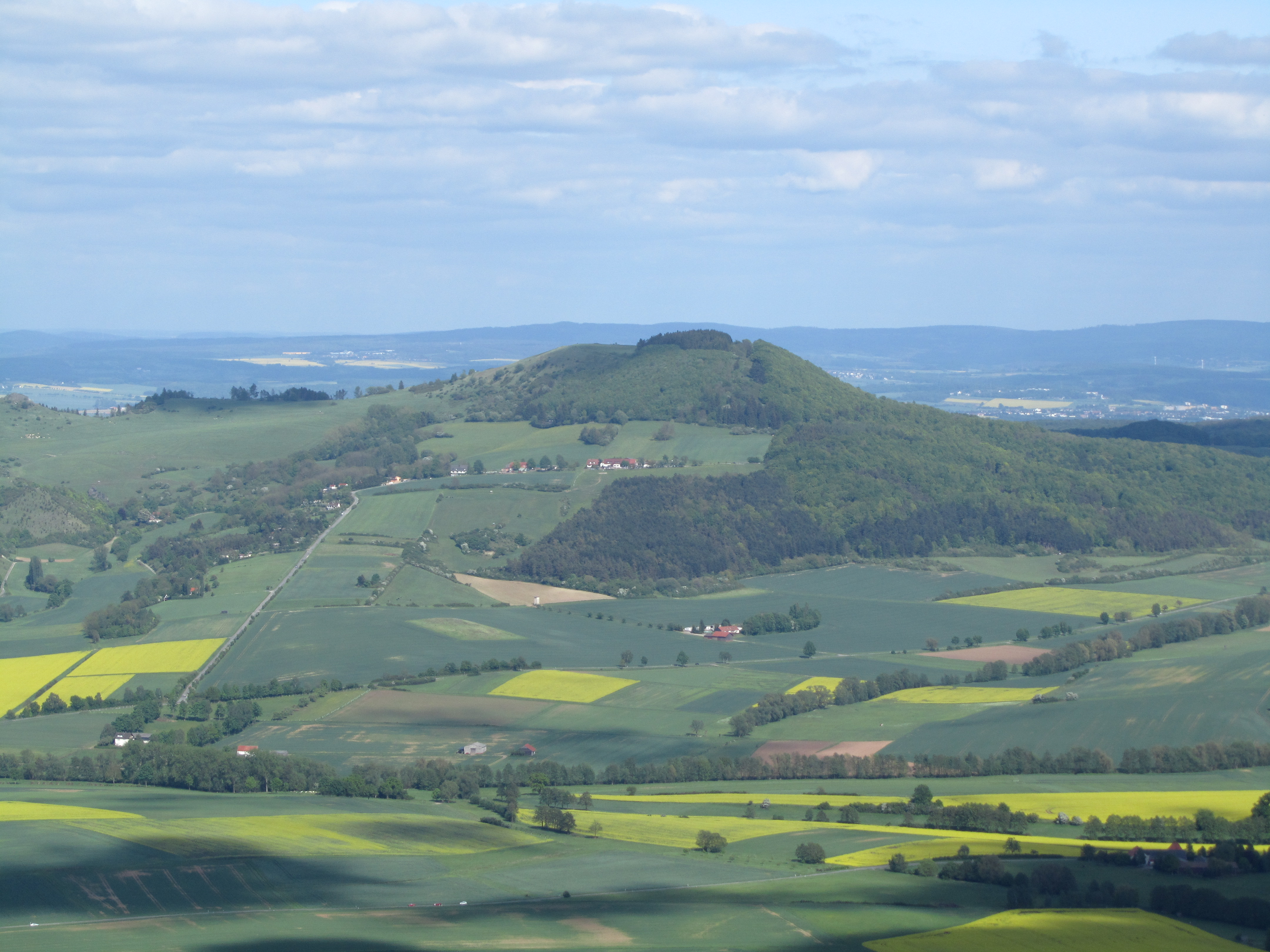
Blick vom Bärenbergturm zum Hohen Dörnberg; hinten der Kaufunger Wald

Herkules im Kasseler Bergpark Wilhelmshöhe

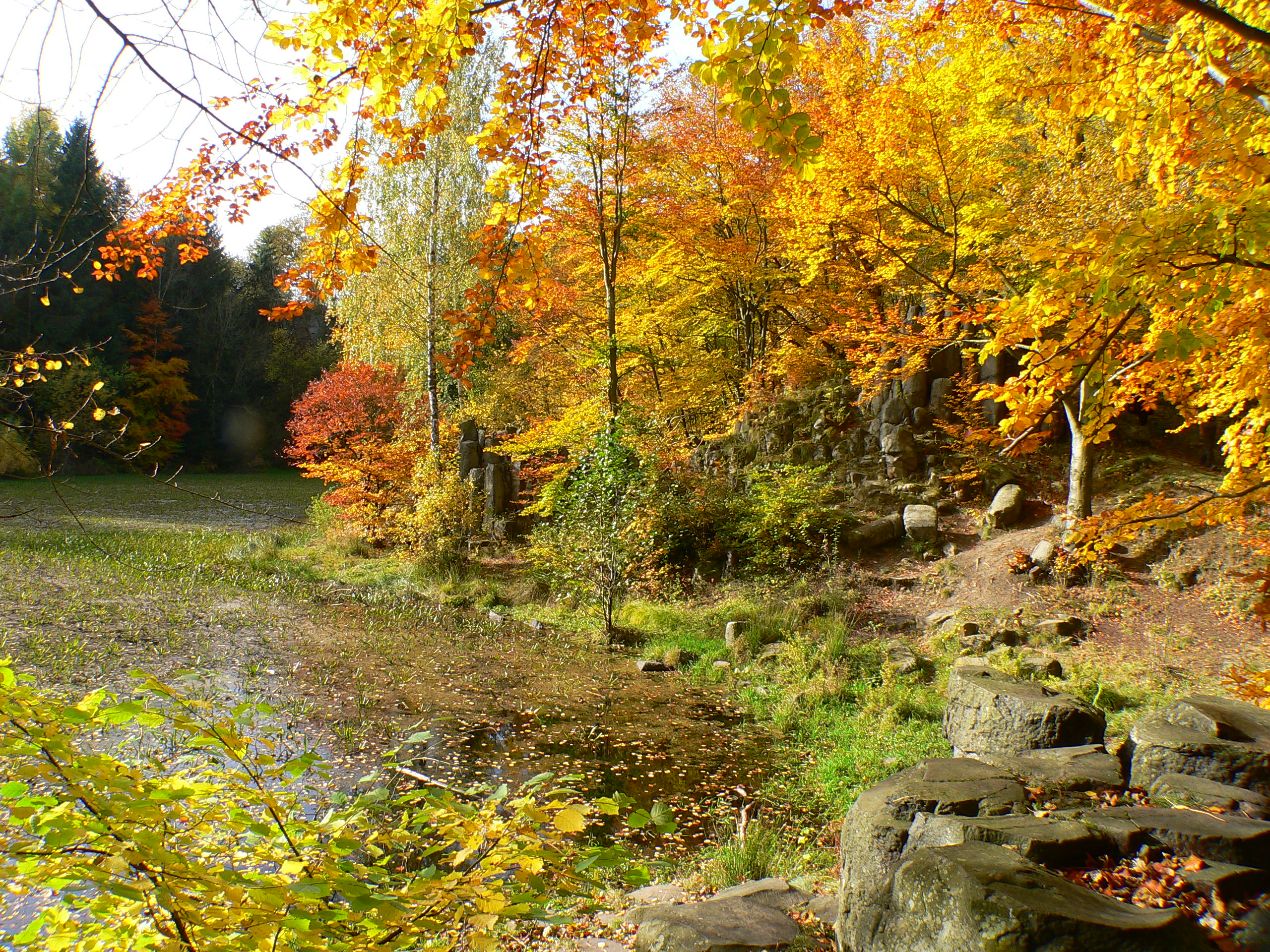
Silbersee: Tagebaurestsee nahe Dörnberg im Hohen Habichtswald

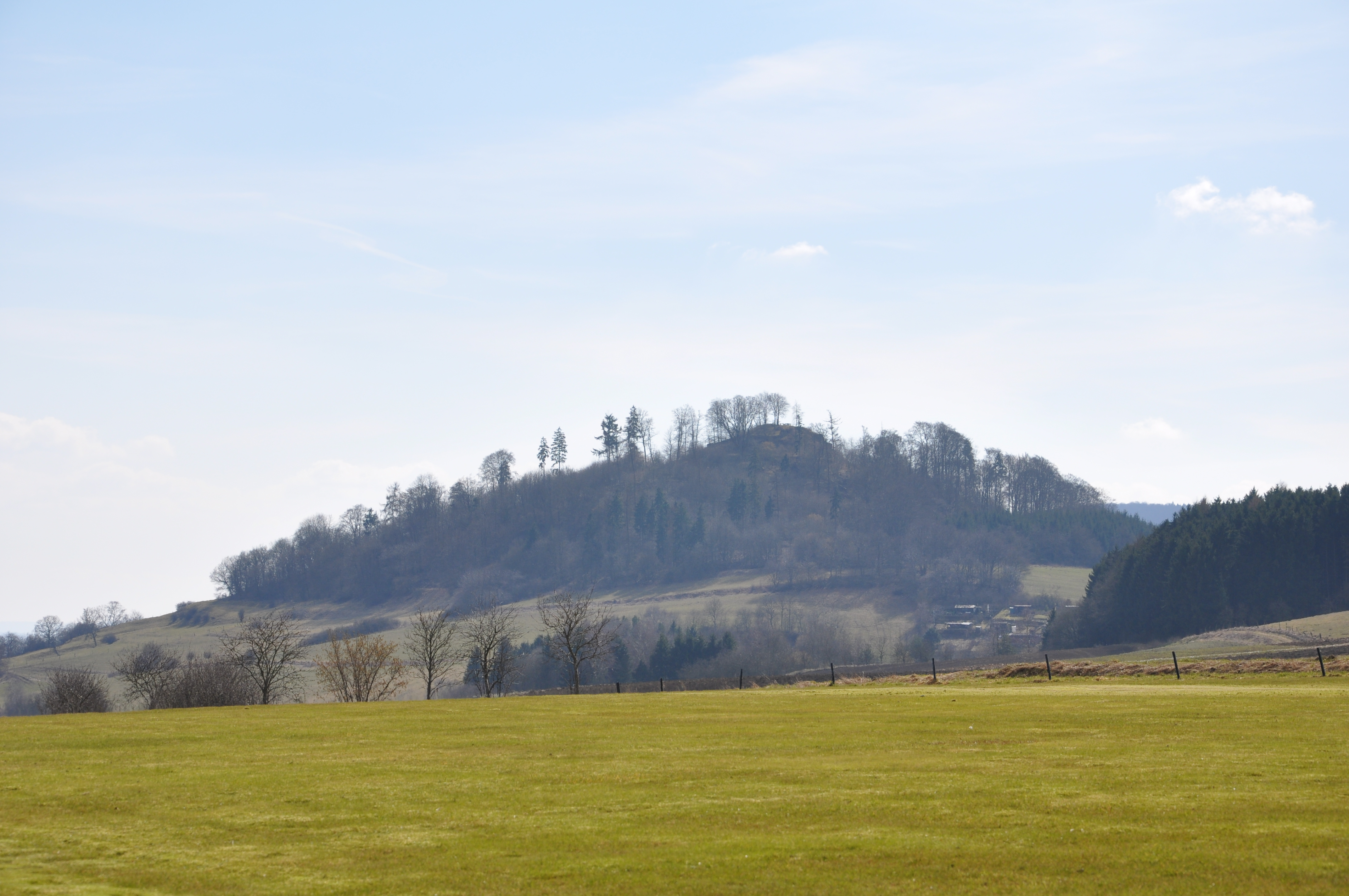
Schauenburger Burgberg mit rechts liegendem Wald am Kleinen Schönberg

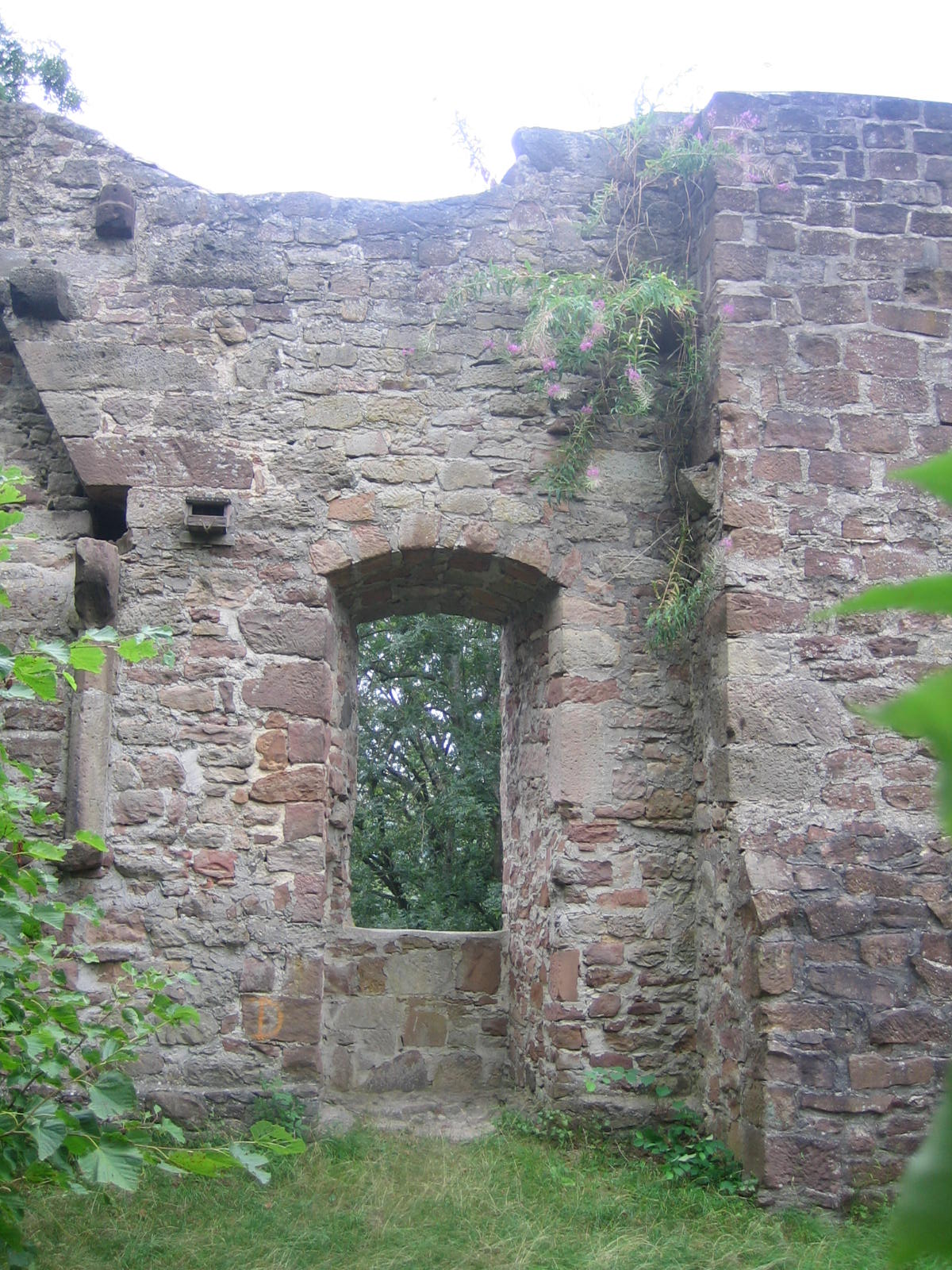
Burgruine Falkenstein bei Bad Emstal und Niedenstein

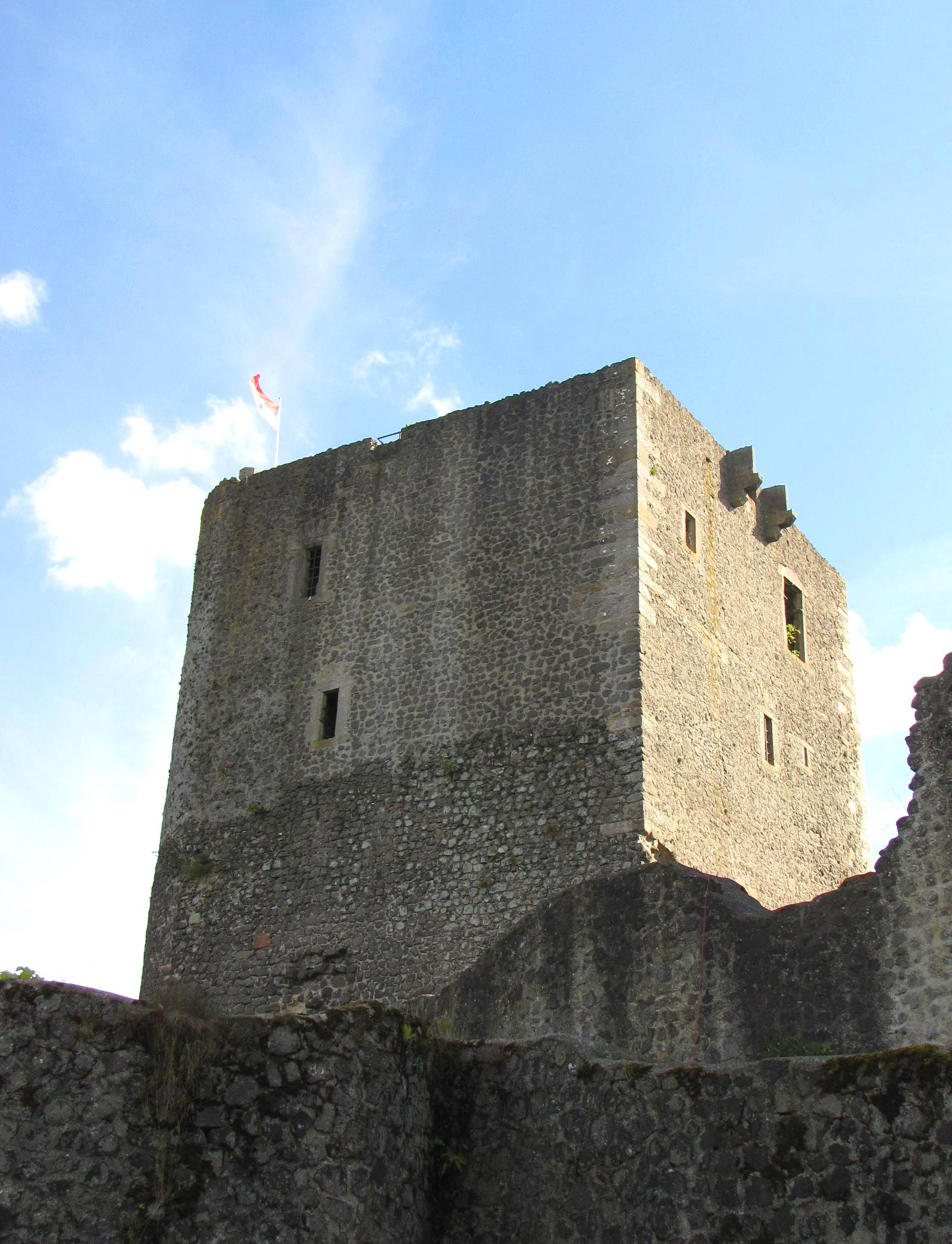
Weidelsburg – Ost-Palas

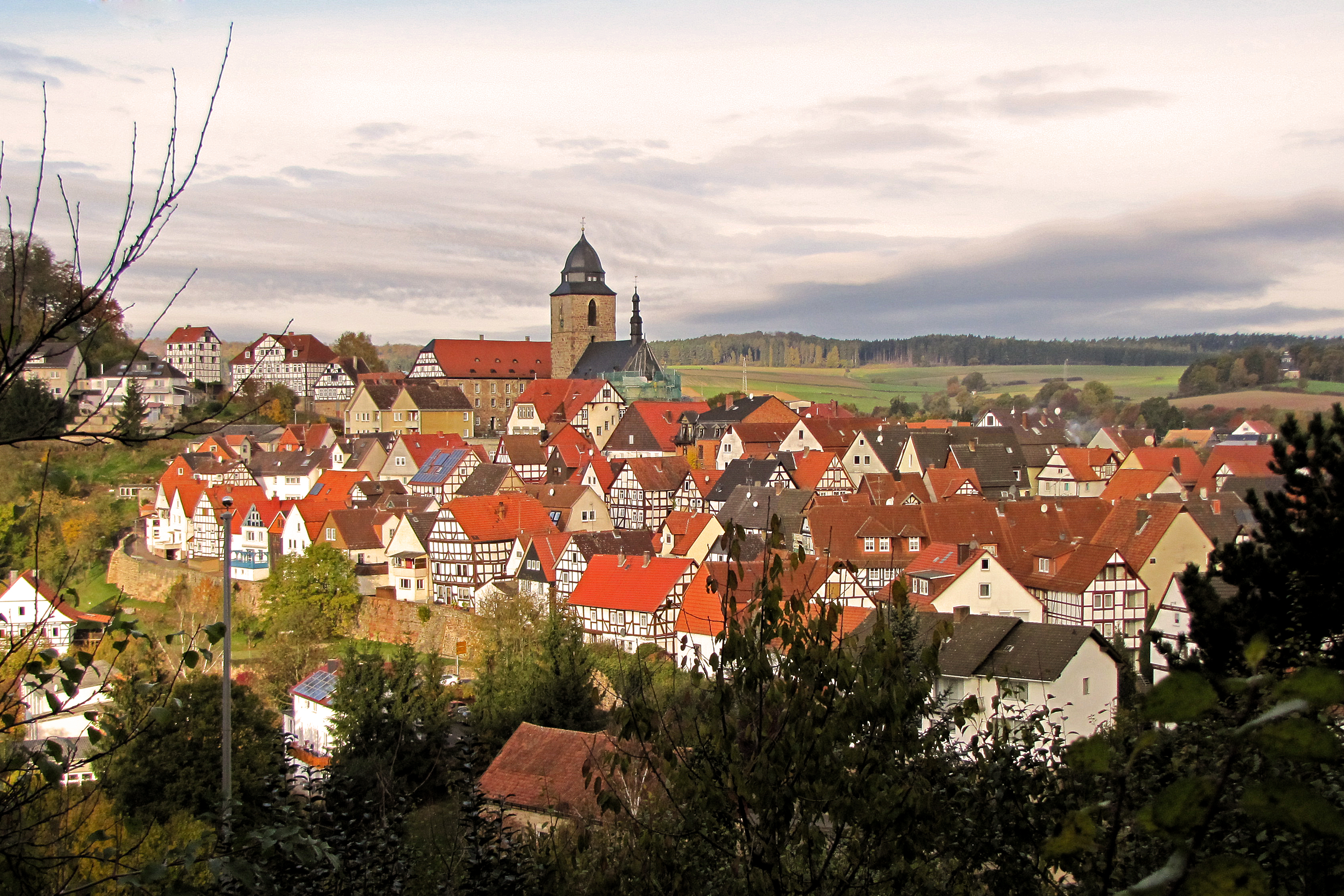
Ortskern von Naumburg

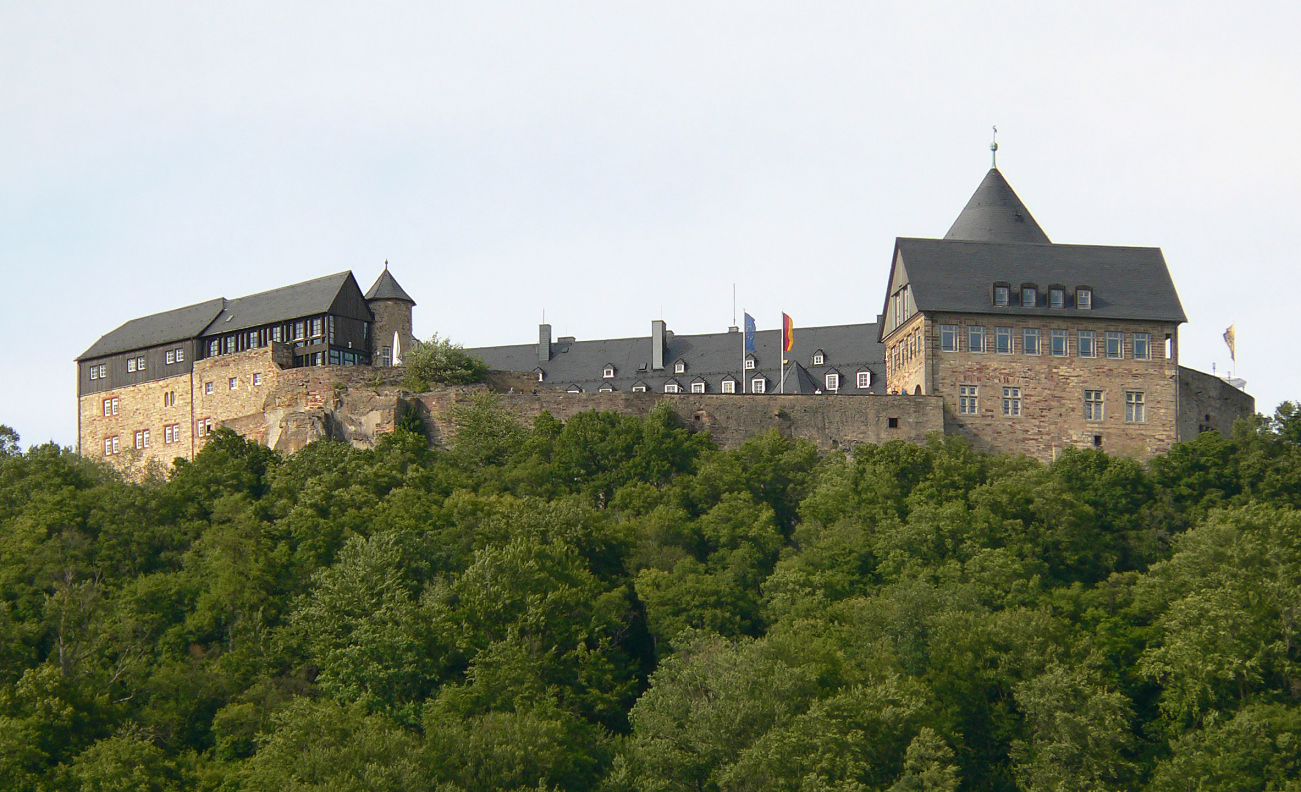
Schloss Waldeck oberhalb Waldeck

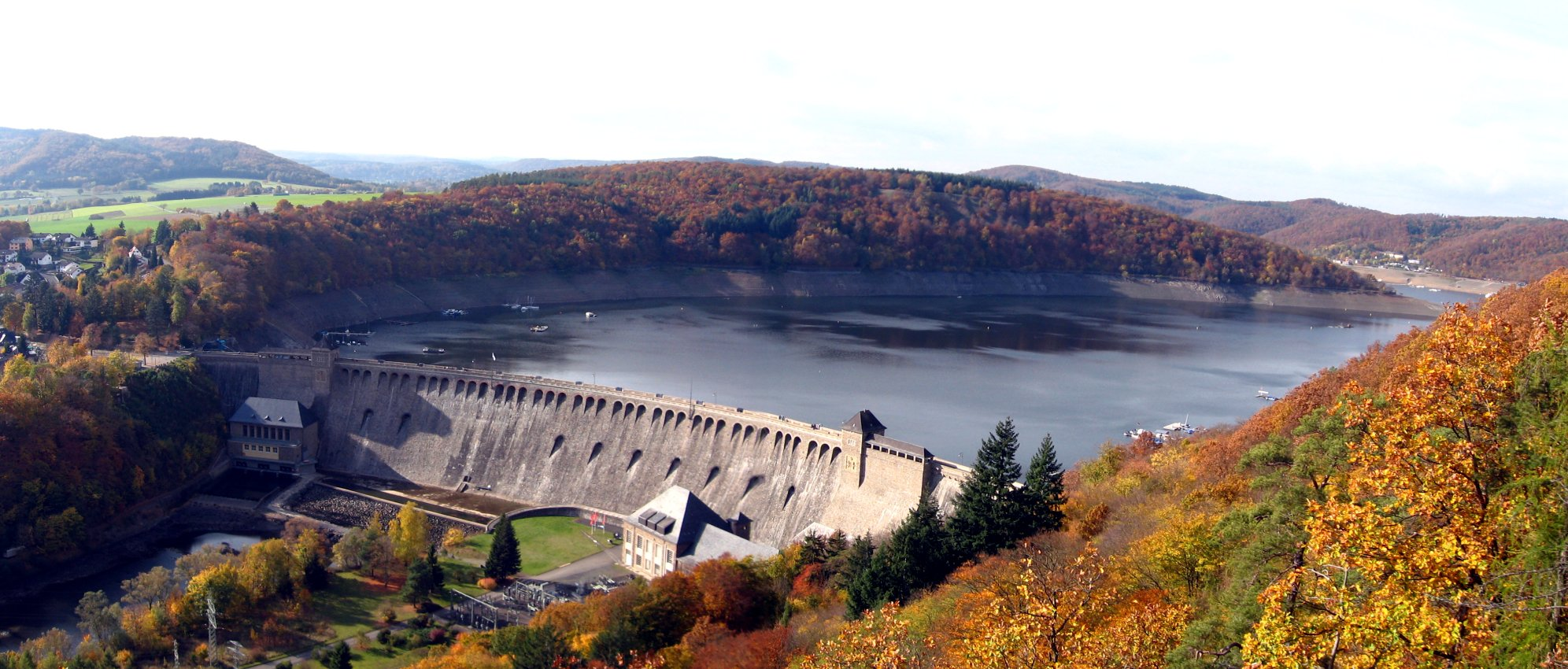
Blick vom Uhrenkopf-Aussichtspunkt u. a. zur Staumauer des Edersees

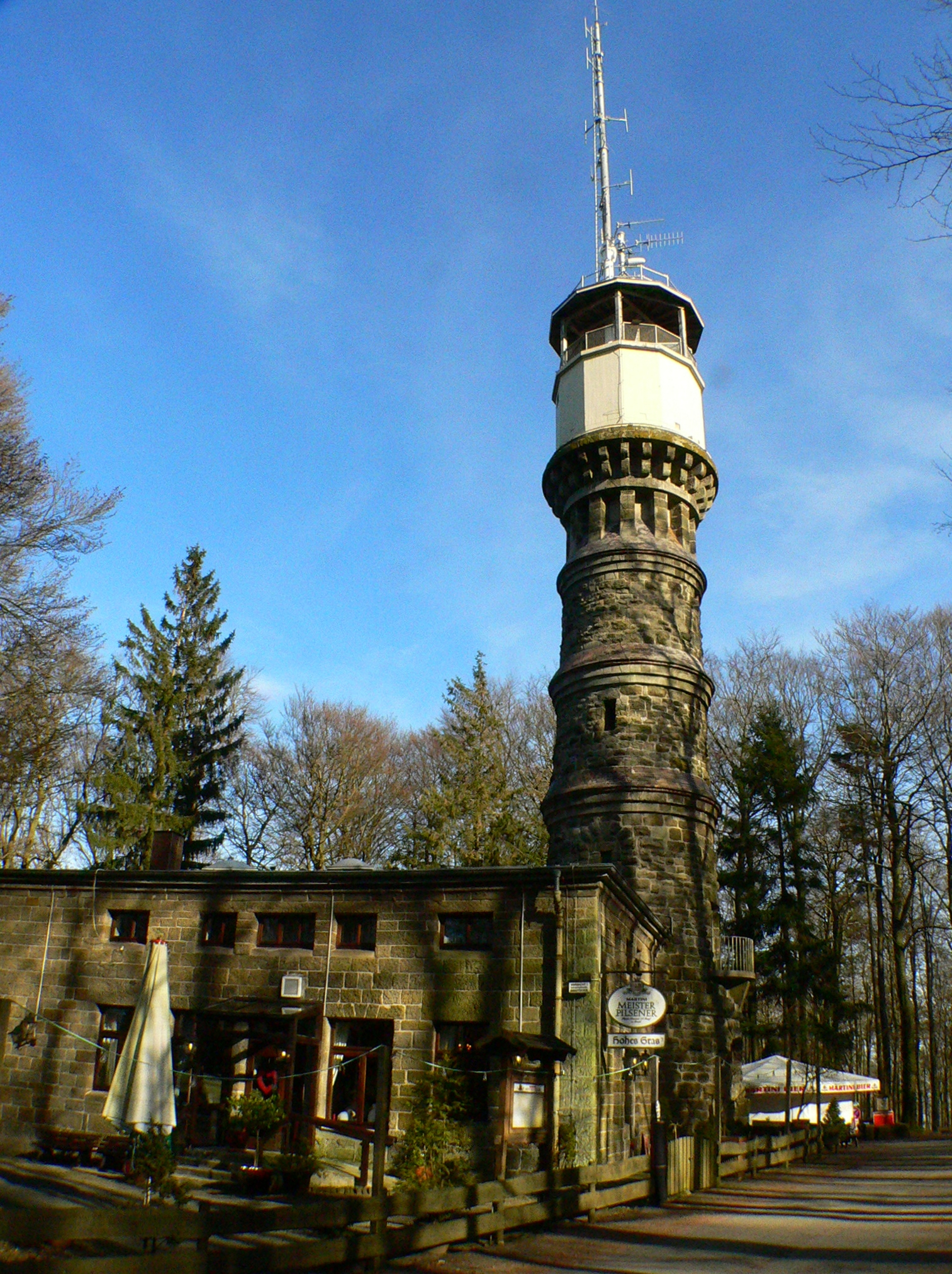
Hohes Gras: Berggaststätte und Aussichtsturm

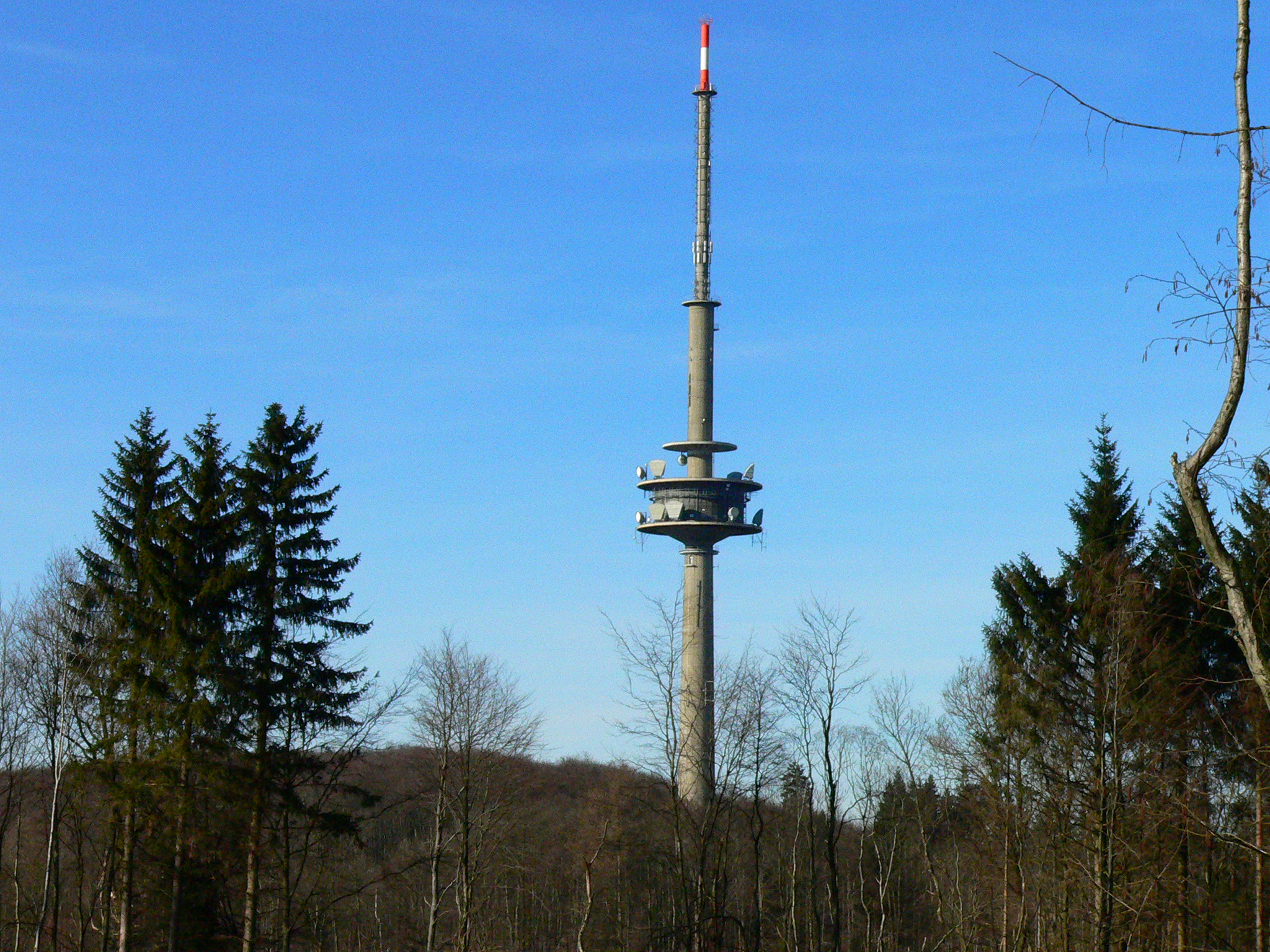
Fernmeldeturm Habichtswald auf dem Essigberg im Hohen Habichtswald

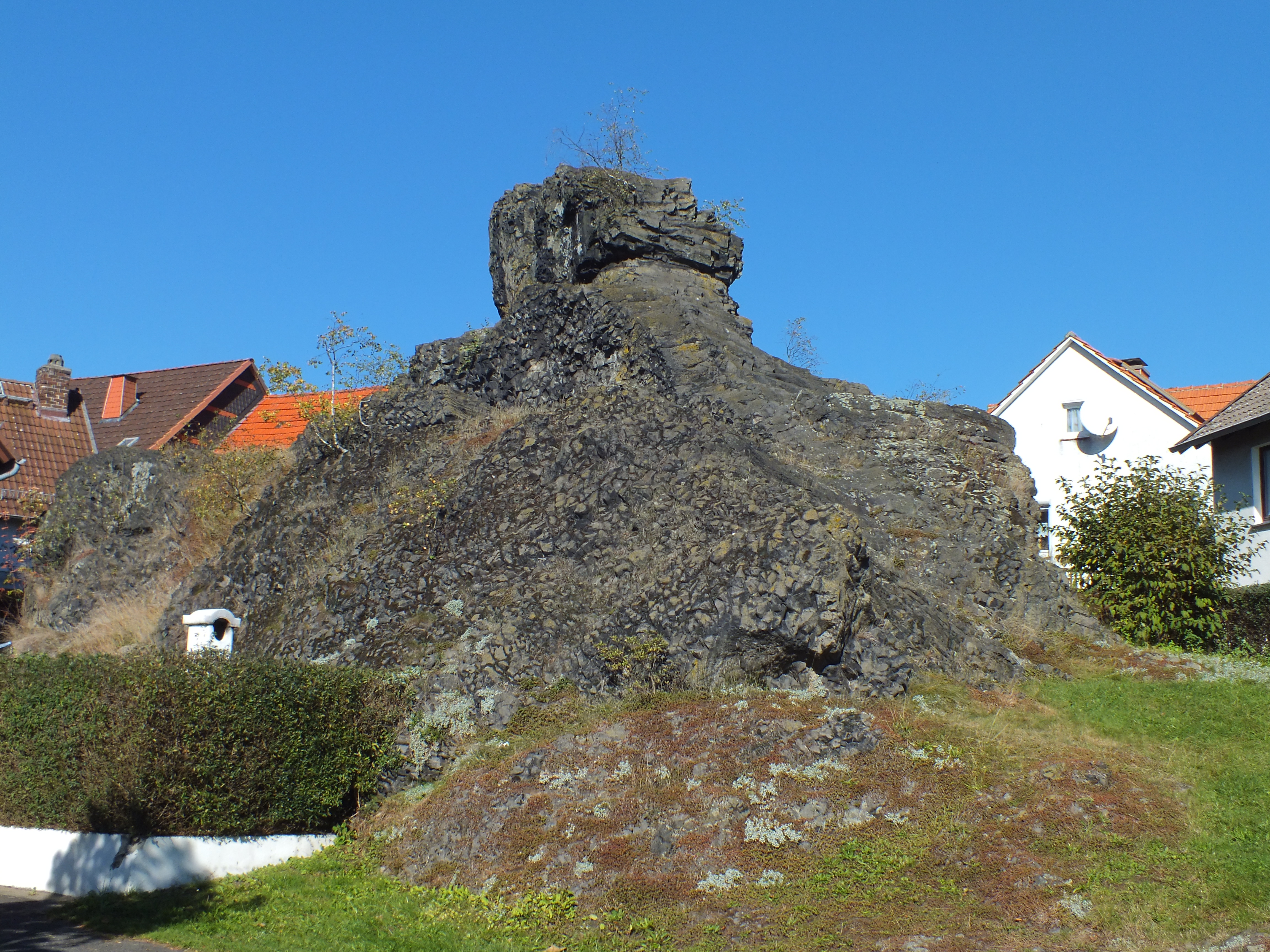
Martinstein: Basaltfelsen im Schauenburger Ortsteil Martinhagen

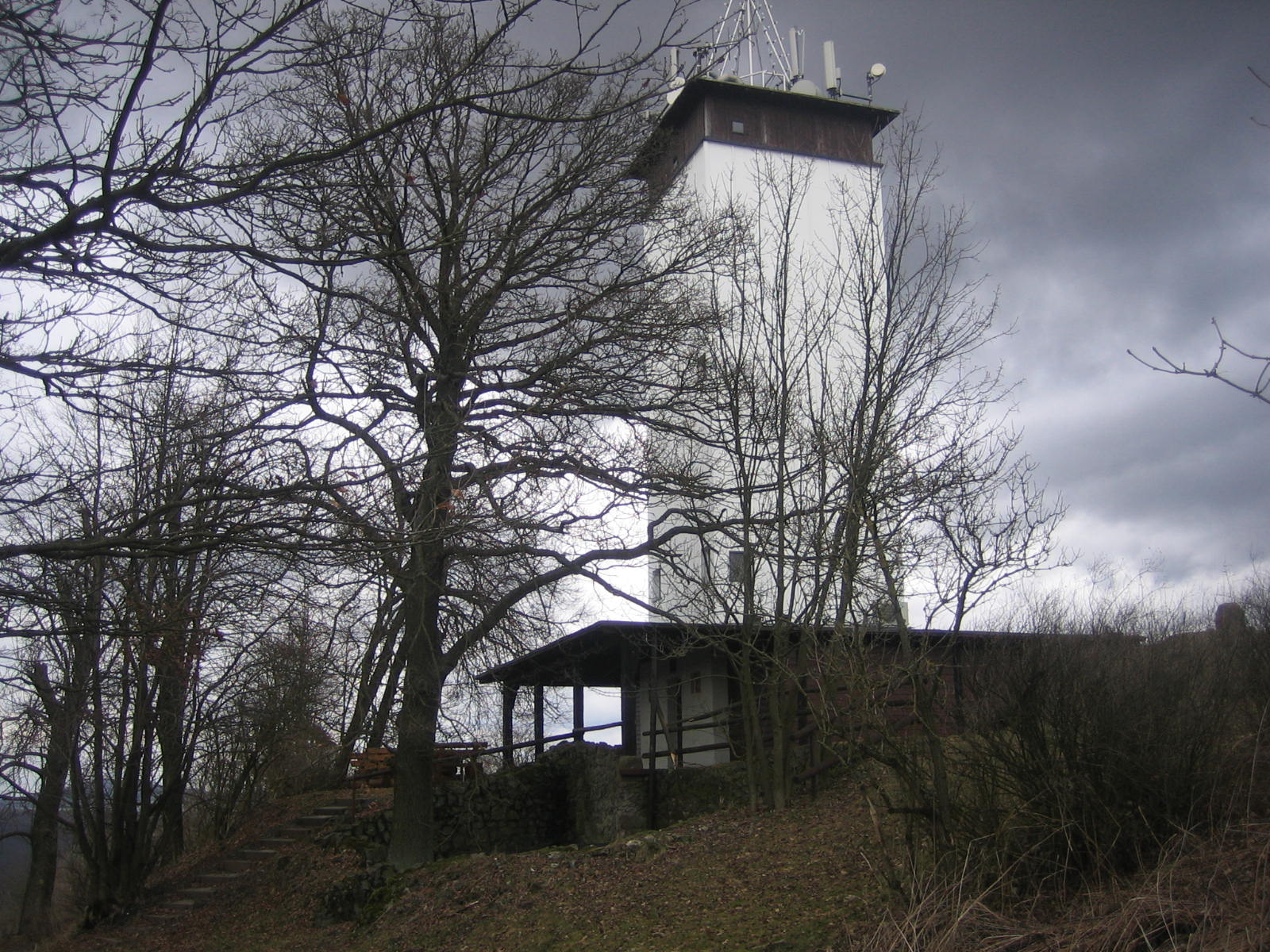
Niedensteiner Kopf: Hessenturm (AT)

Bahnhof Naumburg an der
Bahnstrecke Kassel–Naumburg

Der Habichtswaldsteig (Auf den Schwingen des Habichts) mit seinen Wegzeichen Habicht (Leitweg) und H1 bis H8 (Extratouren) ist ein nordhessischer Streckenwanderweg im Landkreis Kassel, in Waldgebieten der kreisfreien Stadt Kassel, im Schwalm-Eder-Kreis und im Landkreis Waldeck-Frankenberg. Der Premiumwanderweg verläuft von Zierenberg durch das Habichtswälder Bergland, die Ostwaldecker Randsenken, den Waldecker Wald und den Kellerwald nach Hemfurth-Edersee am Edersee. Benannt ist der 2011 eröffnete Steig nach dem Habichtswälder Bergland, das meist nur Habichtswald genannt wird. Der Leitweg (85,0 km) mit vier Hauptetappen und die Extratouren (115,5 km) mit acht Nebenetappen sind zusammen 200,5 km lang.

## Geschichte und Wissenswertes
Erarbeitet wurde der Habichtswaldsteig von der AG Habichtswaldsteig (elf Kommunen entlang des Steigs). Seine Eröffnung fand am 18. September 2011 statt.
Der Steig führt insbesondere durch die Naturparks Habichtswald und Kellerwald-Edersee, durch Naturschutz- und Landschaftsschutzgebiete, viele Bach- und Flusstäler, über Berge und Erhebungen und durch Wald, Feld und Flur. Im Rahmen von Leitweg und Extratouren verbindet er diese elf Städte und Gemeinden: Breuna, Zierenberg, Habichtswald, Kassel, Schauenburg, Niedenstein, Bad Emstal, Naumburg, Wolfhagen, Waldeck und Edertal. Der Steig passiert viele erdgeschichtliche und prähistorische Zeugnisse und Formationen. Als kulturhistorischer Wanderweg verläuft er durch eine Kulturlandschaft mit zahlreichen Sehenswürdigkeiten sowie durch die märchenhafte GrimmHeimat NordHessen. Viele Wegstellen sind mit öffentlichen Verkehrsmitteln erreichbar, zumal am oder nahe dem Steig zahlreiche Haltestellen des Nordhessischen Verkehrsverbunds (NVV) liegen.
Vielerorts bieten sich Rund- und Weitblicke im Habichtswälder Bergland und unter anderem zum Eggegebirge, Weserbergland, Reinhardswald, Harz, Kaufunger Wald, zur Söhre, zum Hohen Meißner, Thüringer Wald, Knüll, zu den Langenbergen, zum Kellerwald, Waldecker Land und Rothaargebirge. Anhand vieler Schautafeln entlang des Steigs kann man sich über interessante Dinge der jeweiligen Regionen informieren.

## Wegzeichen

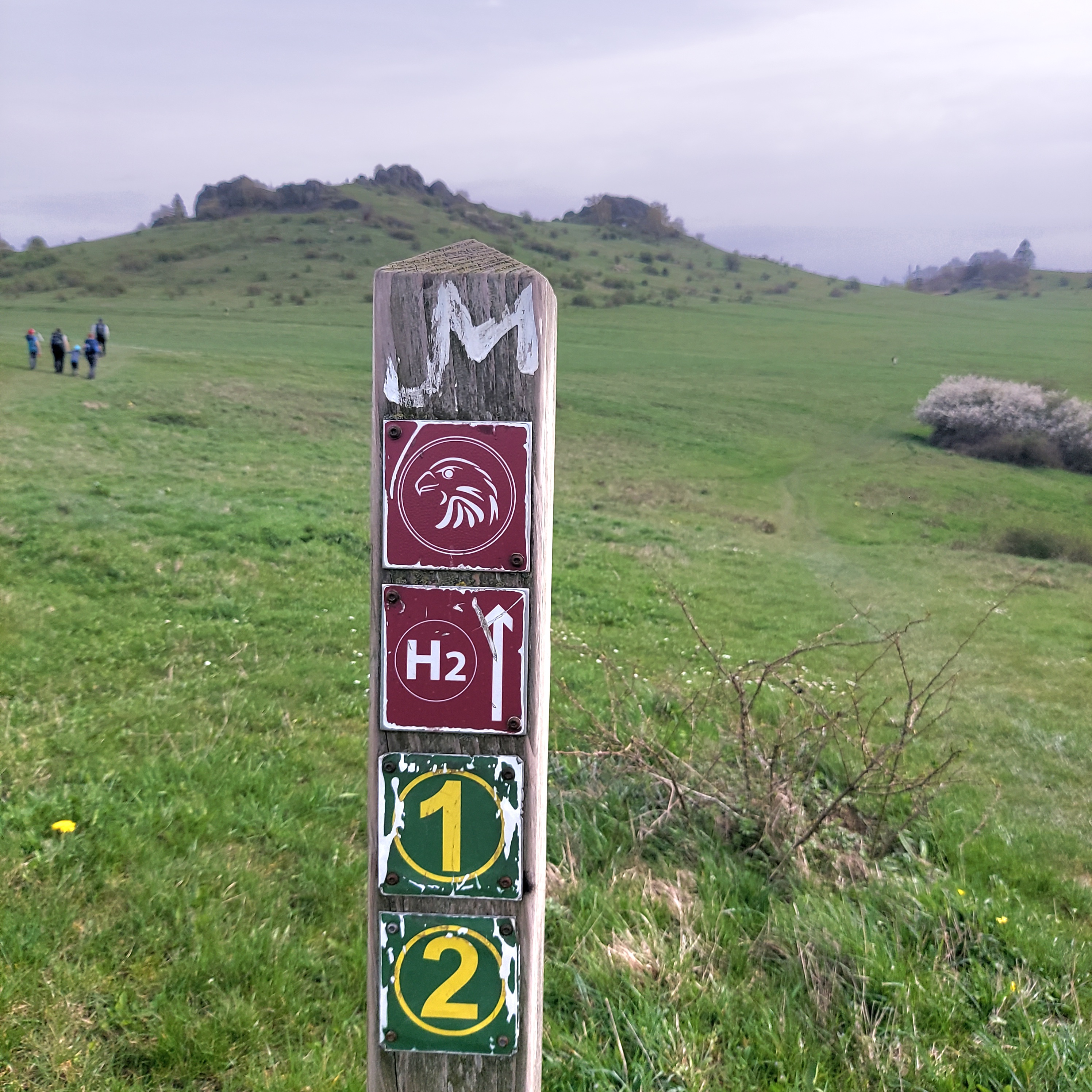
Wegzeichen bei Zierenberg

Das Wegzeichen des Habichtswaldsteigs besteht aus einem weißen, doppelrandigen Kreis mit mittig darin angeordnetem, weißem Habicht-Symbol auf dunkelpurpurnem Grund. Jene der Extratouren zeigen auf gleichem Hintergrund den Buchstaben H mit dahinter stehenden Nummern 1 bis 8.

## Verlauf

### Leitweg
Der Leitweg des Habichtswaldsteigs verläuft mit vier Hauptetappen als Streckenweg so:
Leitweg, Etappe 1 (Zierenberg → Firnsbachtal; 23 km):

Der Leitweg beginnt im Naturpark Habichtswald in Zierenberg auf dem Marktplatz und führt von dort, nach Überqueren der durch die Ortschaft fließenden Warme, nordostwärts über das Basaltgeröllfeld Blaue Steine steil aufwärts zum Aussichtsturm Schreckenbergturm (ca. 460 m), der auf dem Großen Schreckenberg steht. Anschließend verläuft er über die Hochlagen des Bergs, um danach in Richtung Südosten den Zierenberger Tunnel der Bahnstrecke Volkmarsen–Vellmar-Obervellmar zu überqueren und dann, gemeinsam mit dem Alpenpfad, den Kleinen Dörnberg (481,6 m) westlich zu umrunden. Dabei passiert der Steig im Naturschutzgebiet Dörnberg den kahlen Basaltfelsen Wichtelkirche, der einer Kirche ähnelt; dort befand sich einst die Burg Blumenstein. Hiernach verläuft er nordwärts zum Naturparkzentrum Habichtswald und dann, das Fluggelände Dörnberg (Segelflugplatz Dörnberg) und erstmals den Märchenlandweg kreuzend, vorbei an den Basaltfelsen Helfensteine (509,8 m) und an der ehemaligen Immelburg steil hinauf auf den Hohen Dörnberg (578,7 m), auf dem ein großer Ringwall liegt; im Bereich der Wichtelkirche und des Abstiegs vom Hohen Dörnberg verläuft der Steig teilweise gemeinsam mit dem Eco Pfad Archäologie Dörnberg.
Hiernach führt der Steig auf der steilen Dörnberg-Südflanke hinab in den Naturraum Dörnbergpass, in dessen Tal er, nach südwestlichem Passieren des Hohlesteins (476,6 m), östlich des Habichtswalder Ortsteils Dörnberg den Lubach-Zufluss Kressenborn (ca. 360 m) überquert. Nach anschließendem Kreuzen der Bundesstraße 251 verläuft er, teils zusammen mit dem Kassel-Steig und dabei die Burgruine Igelsburg (466 m) passierend, im Hohen Habichtswald hinauf zum Silbersee (ca. 485 m), einem aus Basaltabbau hervorgegangenen Tagebaurestsee. Danach führt der Steig, einiges nach westlichem Umrunden eines noch in Betrieb befindlichen Basaltsteinbruchs und direkt nach Überqueren der Ahna, zusammen mit Kassel-Steig, Märchenlandweg und Studentenpfad hinauf zum Herkules (ca. 515 m), der im Gebiet von Kassel als Wahrzeichen der Stadt auf dem Ostkamm des Hohen Habichtswaldes im Bergpark Wilhelmshöhe steht. Dort kreuzt der Herkulesweg. Anschließend verläuft er, das Besucherzentrum Herkules passierend, südwärts durch Neuholland hinab in das Druseltal. Jenseits davon führt der Steig, das Kriegerehrenmal Habichtspiel (532 m) nördlich und den Ziegenkopf (564,7 m) südlich passierend und dazwischen den Märchenlandweg erneut kreuzend, zur Waldgaststätte Herbsthäuschen (ca. 480 m), die im Tal des Firnsbachs steht. In dem schluchtartigen Tal verläuft er abwärts zur Schauenburger Ortslage Firnsbachtal, wo die Etappe endet.
Leitweg, Etappe 2 (Firnsbachtal → Bad Emstal; 18 km):

Von der Ortslage Firnsbachtal führt der Steig westwärts zur Bundesautobahn 44 und nach deren Unterquerung – gemeinsam mit dem Kassel-Steig – in der Hoofer Pforte durch den Schauenburger Ortsteil Hoof, wo er die Bahnstrecke Kassel–Naumburg, auf der unter anderem der Hessencourrier fährt, erst unterquert und danach kreuzt (Bahnübergang). Im Dorf, wo Baunapfad und Herkulesweg kreuzen, überquert er erst die Hintere und dann die Vordere Bauna (Bauna-Quellbäche). Ebenfalls zusammen mit dem Kassel-Steig verläuft der Steig steil aufwärts auf den Schauenburger Burgberg (499,9 m), auf dem die Reste der Ruine Schauenburg liegen. Von dort führen beide Steige steil abwärts zum Bahnhof Hoof, wo sie erneut die Bahnstrecke Kassel–Naumburg (Bahnübergang) und kurz darauf den Herkulesweg und Märchenlandweg kreuzen.
Nach anschließendem Überqueren der Landesstraße 3215 (ehemalige Bundesstraße 520) und kurz darauf befindlichem Verlassen des Kassel-Steigs verläuft der Steig erst westwärts in den Nordwestausläufern der Langenberge (max. 556,7 m) unmittelbar südlich vorbei am Schauenburger Ortsteil Breitenbach. Danach passiert er das Naturschutzgebiet Langenberger Hute bei Breitenbach (mit Wandererparkplatz) und das einstige Forsthaus bei Elmshagen. Nach Passieren der ehemaligen Steinbrüche (mit Wandererparkplatz) führt der Steig mit dem Herkulesweg östlich des Eder-Zuflusses Ems in den Hinterhabichtswälder Kuppen in Richtung Südwesten über die Berge Falkenstein (461,9 m; mit der Burgruine Falkenstein) und Altenburg (450,7 m; mit der Altenburg). Danach verläuft er zusammen mit dem Herkulesweg und zudem ein Stück mit dem Ederseeweg westnordwestwärts über die Süd- und Südwestflanke der Altenburg und dann, wieder alleine angelegt, nach Überqueren der Ems, erneutem Kreuzen des Märchenlandwegs und Unterqueren der Bahnstrecke Kassel–Naumburg vorbei an Bad Emstal. Nördlich der Ortschaft und damit südlich des Erzebergs (436,7 m) endet die Etappe nahe dem am Lauseküppel (375,7 m) gelegenen Wandererparkplatz Erzeberg.
Leitweg, Etappe 3 (Bad Emstal → Naumburg; 22,5 km):

Aus der Bad Emstaler Gegend verläuft der Steig, nach Verlassen der Hinterhabichtswälder Kuppen und Kreuzen der Bundesstraße 450, direkt nördlich der Elberberger Höhen westwärts entlang des Elbe-Zuflusses Spolebach, wobei er die Bahnstrecke Kassel–Naumburg erst kreuzt und dann überquert. Hiernach führt er in Richtung Nordwesten zur zwischen Naumburg im Süden und dessen Stadtteil Altenstädt im Nordosten stehenden Altenstädter Warte (346 m), wo der Volkmarser Weg kreuzt. Etwas nach Überqueren des Eder-Zuflusses Elbe verläuft er mit Bonifatiuspfad, Märchenlandweg und Studentenpfad bergauf zur Weidelsburg auf dem Weidelsberg (492,3 m). Anschließend führt er im Waldecker Wald zumindest abschnittsweise zusammen mit vorgenannten Wegen erst süd- und dann ostwärts zur und in die Naumburger Kernstadt, wo zum Beispiel Ederseeweg, Herkulesweg und Volkmarser Weg kreuzen und die Etappe endet.
Leitweg, Etappe 4 (Naumburg → Edersee / Hemfurth-Edersee; 21,5 km):

Von Naumburg, wo der Steig ein Stück entlang der Elbe führt, verläuft er in Richtung Südwesten durch den Waldecker Wald und gelangt jenseits von dessen Hauptkamm, auf dem er den Naturpark Habichtswald verlässt, in das Tal des Eder-Zuflusses Böhner Bach (dort auch Kißbach genannt), den er etwas nördlich von Böhne überquert. Etwas nach anschließendem Überqueren des Sengelsbergs (ca. 400 m) verläuft der Steig, den Herkulesweg kreuzend, hinab in das Tal des Eder-Zuflusses Netze, den er direkt vor Kreuzen der Bundesstraße 485 überquert. An der Straße tritt er in den Naturpark Kellerwald-Edersee ein.
Anschließend führt der Steig, nach Unterqueren des Ederseebahn-Radwegs, aufwärts in das oberhalb des Edersees gelegene Waldeck (Stadtteil der gleichnamigen Stadt), wo etwas oberhalb der Ortschaft und abseits des Steigs das Schloss Waldeck steht. Fortan verläuft er teils zusammen mit Kellerwaldsteig, Studentenpfad und Urwaldsteig Edersee östlich oberhalb des Edersees nach Süden über die Kanzel (399,3 m) zum Uhrenkopf (ca. 405 m). Von einem dortigen Aussichtspunkt (343,1 m) mit Blick auf die Staumauer des Edersees führt der Steig hinab zur und dann über die Mauer, wonach die Etappe und damit der Leitweg auf dem am Aquapark gelegenen Dorfplatz in der Ortschaft Edersee des Edertaler Ortsteils Hemfurth-Edersee endet.

### Extratouren
Die acht Extratouren des Habichtswaldsteigs verlaufen als Rundweg-Etappen mit Ausnahme von Ost- und Südabschnitten vom H1 ausschließlich im Naturpark Habichtswald:
Extratour, H1 (bei Breuna; „Um den Berg der Fee“; 10 km):

Dieser Rundweg beginnt und endet bei Oberlistingen am ostsüdöstlich des Dorfs liegenden Parkplatz nahe der Grillhütte Oberlistingen und ist die einzige Extratour, die nicht vom Leitweg abzweigt oder auf diesen trifft. Er verläuft um und durch das am Igelsbett (373,8 m) befindliche Waldgebiet, das zwischen dem Ruhrbach mit Niederlistingen im Norden, der Warme mit Obermeiser im Osten, dem Zierenberger Gut Sieberhausen im Süden und dem Malsburger Wald, zu dem das Igelsbett gehört, im Südwesten liegt; westlich vom Igelsbett verläuft er teils zusammen mit dem Märchenlandweg. Etwa in Richtung Südosten besteht über den Fulda-Diemel-Weg vorbei an der Burgruine Schartenberg eine Verbindung (Zuweg) zum Leitweg am Schreckenbergturm.
Extratour, H2 (bei Zierenberg; „In geheimnisvoller Bergwelt“; 16,5 km):

Dieser Rundweg, der an den Leitweg (E1) angebunden ist, beginnt und endet zum Beispiel an einem der Wandererparkplätze Friedrichstein, Nordbruch oder Dörnberg. Er verläuft durch den Naturraum Dörnberg und Schreckenberge. Vom zuletzt erwähnten Parkplatz, der zwischen Zierenberg und Ehrsten an der von der Landesstraße 3214 abzweigenden und auf das Dörnbergplateau führenden Sackgasse liegt, verläuft er zusammen mit Leitweg und Alpenpfad erst westlich um den Kleinen Dörnberg (481,6 m) herum, um dann vorbei an Wichtelkirche und Naturparkzentrum Habichtswald sowie über das Fluggelände Dörnberg, den Märchenlandweg kreuzend, vorbei an den Helfensteinen (509,8 m) und danach vorbei an der einstigen Immelburg auf den Hohen Dörnberg (578,7 m) zu führen. Auf dessen Hochplateau verlässt er den Leitweg vorerst. Dann verläuft der Rundweg hinab zu den nebeneinander liegenden Zierenberger Weilern Friedrichstein und Heilerbach mit dortigem Parkplatz und über den unterhalb vom Alpenpfad verlaufenden Jägerpfad wieder um den Kleinen Dörnberg herum, um nach Passieren des bei Zierenberg liegenden Parkplatzes Nordbruch, erneut zusammen mit dem Leitweg angelegt, die im Zierenberger Tunnel verlaufende Bahnstrecke Volkmarsen–Vellmar-Obervellmar zu überqueren. Hiernach führt er, erst ohne und dann mit den Leitweg angelegt, entlang des nördlichen Ortsrandes von Zierenberg und über die Blauen Steine zum Schreckenbergturm (ca. 460 m). Dann verläuft er über die Hochlagen des Großen Schreckenbergs und, den Leitweg wieder verlassend, die L 3214 am Pass (363,2 m) am Galgenberg kreuzend, zurück zum Wandererparkplatz Dörnberg.
Extratour, H3 (im Hohen Habichtswald; „Im Glanz des Herkules“; 13 km):

Dieser Rundweg, der ebenfalls an den Leitweg (E1) angebunden ist, beginnt und endet zum Beispiel an einem der Wandererparkplätze Hohes Gras, Essigberg, Roter Stollen und Loipenparkplatz, die sich im Hohen Habichtswald befinden, oder am Wandererparkplatz Horstweg, der südlich der Ortschaft Dörnberg liegt. Er führt auf das Hohe Gras (höchster Berg des Habichtswälder Berglandes) und umrundet den Essigberg (597,5 m), Großer Steinhaufen (597 m) und Wuhlhagen (ca. 565 m). Vom Parkplatz am Horstweg, der auf dieser in Dörnberg von der B 251 abzweigenden Dorfstraße zu erreichen ist, führt der Rundweg ostwärts zum Silbersee, wo er auf den Leitweg trifft und fortan mit diesem und auch mit dem Märchenlandweg östlich des Wuhlhagens, teils mit Blick zum nahen Herkules (ca. 515 m), zur Ahna führt. Nach deren Überqueren verläuft er alleine östlich vorbei am Großen Steinhaufen mit Loipenhaus und Loipenparkplatz und dann vorbei am Roten Stollen hinauf auf das Hohe Gras mit gleichnamigem Aussichtsturm und Berggaststätte sowie Wintersportgebiet; dort kreuzt der Herkulesweg. Hiernach führt der Rundweg zum Essigberg auf dem der 186 m hohe Fernmeldeturm Habichtswald (594,2 m) steht. Nach westlichem Umrunden von dessen Kuppe verläuft er letztlich östlich oberhalb des Laubachs abwärts zum Höllchen, einem Tagebaurestsee. Der von dort noch etwas weiter abwärts führende Rundweg endet am Wandererparkplatz Horstweg.
Extratour, H4 (bei Schauenburg; „Auf dem Throne der Landschaft“; 17 km):

Dieser Rundweg, der an den Leitweg (E2) angebunden ist, beginnt und endet zum Beispiel an einem der Wandererparkplätze Freizeitanlage Martinsweiher bei Martinhagen, Steinbrüche, Langenberger Hute (beide nahe/bei Breitenbach) oder Bahnhof Hoof. Er verläuft durch das Bergland im westlichen Schauenburger Gemeindegebiet. Vom Bahnhof-Parkplatz führt der Rundweg mit dem Leitweg, die Bahnstrecke Kassel–Naumburg (Bahnübergang) und kurz darauf den Märchenlandweg kreuzend, entlang der Langenberge vorbei am Schauenburger Ortsteil Breitenbach und dann weiter bis zu den Steinbrüchen. Von dort an verläuft er mit dem Löwenweg, nach Überqueren der Ems und Kreuzen der L 3220 (Breitenbach–Sand), entlang der Nordost- und Nordflanke des Remmenhausener Kopfs (427,6 m) nach und dann etwa nordwärts durch Martinhagen. Dort führt er neben der Dorfkirche am Basaltfels Martinstein vorbei, dem Wahrzeichen des Schauenburger Ortsteils.
Nach Passieren der am Nordrand von Martinhagen befindlichen Freizeitanlage Martinsweiher, wo der Rundweg den Löwenweg verlässt, führt er, nach Überqueren der Warme und erneutem Kreuzen der L 3220 (Breitenbach–Ehlen), ostwärts über die südlichen Hochlagen des Lindenbergs (485,9 m) zum und über den Großen Schönberg (482,8 m) und dort durch den Nordteil des Naturschutzgebiets Großer Schönberg bei Breitenbach. Danach verläuft der Rundweg, nach Passieren des Kleinen Schönbergs (ca. 442 m) nach Südosten, aufwärts zur Ruine Schauenburg auf dem Schauenburger Burgberg (499,9 m), wo er wieder auf den Kassel-Steig trifft. Mit diesem führt er steil abwärts zum Wandererparkplatz Bahnhof Hoof, wo der Rundweg endet.
Extratour, H5 (bei Niedenstein; „Im Bann der Chatten“; 16 km):

Dieser Rundweg, der an den Leitweg (E2) angebunden ist, beginnt und endet zum Beispiel in Niedenstein oder an einem der Wandererparkplätze Altenburg und Niedensteiner Kopf. In einstigem Siedlungsgebiet der Chatten verläuft er in den Hinterhabichtswälder Kuppen rund um Niedenstein und dessen Stadtteil Wichdorf. Vom zuletzt erwähnten Parkplatz führt der Rundweg erst östlich um Niedenstein und dann südlich und westlich um Wichdorf herum, wobei er einen Schlenker durch die zuletzt genannte Ortschaft macht und erstmals den Ems-Zufluss Wiehoff überquert. Dann verläuft er westlich von Niedenstein über die Ostflanke des Emser Bergs (446,5 m) nordwärts zur Südflanke des Bergs Altenburg (450,7 m; mit der Altenburg), wo er auf einem kurzen Stück zusammen mit dem Leitweg und der Extratour H6 angelegt ist. Fortan führt der Rundweg nördlich von Niedenstein, die Wiehoff nochmals überquerend, hinüber zum Sengelsberg (449 m) und dann südwärts zum und auf den Niedensteiner Kopf (475 m), auf dem der Aussichtsturm Hessenturm steht. Letztlich verläuft er in Richtung Süden abwärts zum Parkplatz am Berg, wo der Rundweg endet.
Extratour, H6 (bei Bad Emstal; „Im Tal der Quellen“; 13 km):

Dieser Rundweg, der an den Leitweg (E2 und E3) angebunden ist, beginnt und endet zum Beispiel in Bad Emstal, in Niedenstein oder an einem der Wandererparkplätze Altenburg und Erzeberg. Er führt in den Hinterhabichtswälder Kuppen rund um und durch Bad Emstal. Vom zuletzt genannten Parkplatz, an dem auch der Leitweg vorbeiführt, verläuft der Rundweg erst nordostwärts entlang der Ostflanke des Erzebergs (436,7 m) zur Südflanke des Remmenhausener Kopfs (427,6 m), wo er nach Osten abknickt. Nach Kreuzen von L 3220 und Bahnstrecke Kassel–Naumburg und kurz darauf liegendem Überqueren der Ems wendet er sich, ein Stück zusammen mit dem Märchenlandweg angelegt, nach Südosten hinauf zur Altenburg (450,7 m), wo er auf den Leitweg trifft. Beim Abstieg von dort ist er gemeinsam mit dem Leitweg und auf kurzem Stück auch zusammen mit der Extratour H5 angelegt, wobei er auch auf den Ederseeweg trifft. Teils gemeinsam mit diesem Weg und mit dem Herkulesweg verläuft er entlang der Nord- und Nordwestflanke des Emser Bergs (446,5 m) westwärts nach und dann durch Bad Emstal, wo er erst mehrmals die Ems überquert und dann, die Bahnstrecke Kassel–Naumburg unterquerend, alleine nach Nordwesten durch Bad Emstal führt. Letztlich verläuft er zusammen mit dem Leitweg, aber entgegen der Laufrichtung Zierenberg–Edersee, zum Parkplatz Erzeberg, wo der Rundweg endet.
Extratour, H7 (bei Wolfhagen; „Im Land der Riesen“; 15 km):

Dieser Rundweg, der an den Leitweg (E3) angebunden ist, beginnt und endet zum Beispiel im Dorf Ippinghausen oder an einem der Wandererparkplätze Hasenmühle, Heller Platz, Stöcketeich und Weidelsburg. Er führt nahe Ippinghausen unter anderem durch den Waldecker Wald. Vom zuletzt erwähnten Parkplatz, an dem auch der Leitweg vorbeiführt, verläuft der Rundweg anfangs unterhalb der Weidelsburg entlang der Nordflanke des Weidelsbergs (492,3 m), die Elbe überquerend, zum Parkplatz Hasenmühle. Dann kreuzt er die B 251, wonach er abschnittsweise zusammen mit dem Bonifatiusweg durch den Waldecker Wald verläuft. Diesen Weg verlässt der Rundweg kurz vor dem am Elbe-Zufluss Georgengraben stehenden Schloss Höhnscheid (ca. 365 m), von dort wendet er sich nach Norden. Dabei führt er im Wald entlang des Dusebach-Zuflusses Siegenbach vorbei am Stöcketeich mit dortigem Parkplatz Stöcketeich. Von dort verläuft er zum nahen Parkplatz Heller Platz, der etwas südlich des Stöckebergs (344,8 m) liegt. Hiernach führt der Rundweg zusammen mit dem Märchenlandweg und dem Studentenpfad entlang des Westrandes vom Waldecker Wald vorbei an Leckringhausen nach Ippinghausen, um nach erneutem Überqueren der Elbe und nochmaligem Kreuzen der B 251 am Wandererparkplatz Weidelsburg zu enden, wo er wieder auf den Leitweg trifft.
Extratour, H8 (bei Naumburg; „Im Tal der zwei Burgen“; 15 km):

Dieser Rundweg, der – abgesehen vom Abstecher zur Naumburger Wüstung Immenhausen – auf dem Eco Pfad Archäologie Naumburg angelegt ist, verläuft im Norden, Westen und Süden auf dem Leitweg (E3). Er beginnt und endet beispielsweise an den Wandererparkplätzen Weidelsburg und Burghain oder in Ippinghausen und Naumburg. Vom zuletzt genannten Parkplatz am Weidelsberg (492,3 m) führt der Rundweg mit Bonifatiusweg, Leitweg, Märchenlandweg und Studentenpfad bergauf zur Weidelsburg, um nach Überqueren des Weidelsbergs im Waldecker Wald zumindest abschnittsweise zusammen mit vorgenannten Wegen erst süd- und dann ostwärts zur und in die Naumburger Kernstadt zu verlaufen, wo zum Beispiel Ederseeweg, Herkulesweg und Volkmarser Weg kreuzen. Von Naumburg führt er, etwas westlich vorbei am Bahnhof Naumburg (Bahnstrecke Kassel–Naumburg), nach Norden aufwärts entlang der Elbe in Richtung Ippinghausen, wo der Rundweg am Parkplatz Weidelsburg endet.

## Etappenübersichten
Der Habichtswaldsteig besteht aus 4 Hauptetappen (Leitweg) und 8 Neben-Rundwanderwegen (Extratouren), die zusammen 200,5 km lang sind:

### Leitweg
|    | von          | nach                       | Länge   | Dauer  | Info |
| -- | ------------ | -------------------------- | ------- | ------ | ---- |
| E1 | Zierenberg   | Firnsbachtal (Schauenburg) | 23,0 km | 6,0 h  | Link |
| E2 | Firnsbachtal | Bad Emstal                 | 18,0 km | 5,0 h  | Link |
| E3 | Bad Emstal   | Naumburg                   | 22,5 km | 5,5 h  | Link |
| E4 | Naumburg     | Edersee / Hemfurth-Edersee | 21,5 km | 5,5 h  | Link |
|    |              | Gesamt:                    | 85,0 km | 22,0 h |      |

### Extratouren
|    | Lage (bei/im)                 | Länge    | Dauer   | Info |
| -- | ----------------------------- | -------- | ------- | ---- |
| H1 | Breuna                        | 10,0 km  | 4,00 h  | Link |
| H2 | Zierenberg                    | 16,5 km  | 5:45 h  | Link |
| H3 | Dörnberg / Hoher Habichtswald | 13,0 km  | 5,00 h  | Link |
| H4 | Schauenburg                   | 17,0 km  | 6,00 h  | Link |
| H5 | Niedenstein                   | 16,0 km  | 5,00 h  | Link |
| H6 | Bad Emstal                    | 13,0 km  | 4,00 h  | Link |
| H7 | Wolfhagen                     | 15,0 km  | 5:45 h  | Link |
| H8 | Naumburg                      | 15,0 km  | 5,00 h  | Link |
|    | Gesamt:                       | 115,5 km | 40:30 h |      |